# Cieran Slicker
Cieran Peter Slicker (sinh ngày 15 tháng 9 năm 2002) là một cầu thủ bóng đá chuyên nghiệp hiện tại đang thi đấu ở vị trí thủ môn cho câu lạc bộ Ipswich Town tại EFL Championship. Sinh ra tại Anh, anh đại diện cho Scotland trên đấu trường quốc tế, và đã từng đại diện cho đội U-17, U-18 và U-21. Trước đó, anh đã dành thời gian thi đấu cho Rochdale theo dạng cho mượn.

## Sự nghiệp thi đấu

### Manchester City
Sinh ra tại Oldham, Slicker dành sự nghiệp cầu thủ trẻ cho câu lạc bộ Manchester City. Anh ra mắt cho đội U-21 trong một trận hòa 1-1 (thua 4-3 trên loạt sút luân lưu) tại EFL Trophy gặp Lincoln City vào ngày 18 tháng 11 năm 2020.
Vào ngày 15 tháng 11 năm 2021, Slicker có tên trong băng ghế dự bị của đội 1 trong thắng lợi 6-3 trước RB Leipzig tại UEFA Champions League. Huấn luyện viên Pep Guardiola cũng đã chỉ định anh ấy ngồi trên băng ghế dự bị ở các trận đấu cúp Liên đoàn và Cúp quốc gia trong mùa giải 2021–22.

#### Cho mượn tại Rochdale
Vào tháng 7 năm 2022, Slicker gia nhập câu lạc bộ Rochdale tại EFL League Two theo dạng cho mượn mùa giải 2022–23. Anh ra mắt cho đội bóng vào ngày 9 tháng 8 năm 2022, trong chiến thắng 2-0 trước Burton Albion tại EFL Cup.
Vào ngày 11 tháng 1 năm 2023, Slicker được Manchester City đưa trở về đội bóng, sau khi có 3 lần ra sân cho Rochdale, 2 lần ở EFL Cup và 1 lần ở EFL Trophy.

### Ipswich Town
Tháng 7 năm 2023, anh gia nhập câu lạc bộ Ipswich Town với một khoản phí không được tiết lộ, ký bản hợp đồng ba năm.

## Sự nghiệp quốc tế
Slicker là cầu thủ đại diện cho Scotland trên đấu trường quốc tế.

## Thống kê sự nghiệp
Tính đến 9 tháng 8 năm 2023
| Câu lạc bộ           | Mùa giải            | Hạng đấu                    | Giải đấu | Giải đấu | Cúp FA | Cúp FA | Cúp EFL | Cúp EFL | Khác | Khác | Tổng cộng | Tổng cộng |
| Câu lạc bộ           | Mùa giải            | Hạng đấu                    | Trận     | Bàn      | Trận   | Bàn    | Trận    | Bàn     | Trận | Bàn  | Trận      | Bàn       |
| -------------------- | ------------------- | --------------------------- | -------- | -------- | ------ | ------ | ------- | ------- | ---- | ---- | --------- | --------- |
| U-21 Manchester City | 2020–21             | —                           | —        | —        | —      | —      | —       | —       | 2    | 0    | 2         | 0         |
| U-21 Manchester City | 2021–22             | —                           | —        | —        | —      | —      | —       | —       | 3    | 0    | 3         | 0         |
| U-21 Manchester City | Tổng cộng           | Tổng cộng                   | —        | —        | —      | —      | —       | —       | 5    | 0    | 5         | 0         |
| Manchester City      | 2021–22             | Giải bóng đá Ngoại hạng Anh | 0        | 0        | 0      | 0      | 0       | 0       | 0    | 0    | 0         | 0         |
| Manchester City      | 2022–23             | Giải bóng đá Ngoại hạng Anh | 0        | 0        | 0      | 0      | 0       | 0       | 0    | 0    | 0         | 0         |
| Manchester City      | Tổng cộng           | Tổng cộng                   | 0        | 0        | 0      | 0      | 0       | 0       | 0    | 0    | 0         | 0         |
| Rochdale (mượn)      | 2022–23             | EFL League Two              | 0        | 0        | 0      | 0      | 2       | 0       | 1    | 0    | 3         | 0         |
| Ipswich Town         | 2023–24             | EFL Championship            | 0        | 0        | 0      | 0      | 1       | 0       | —    | —    | 1         | 0         |
| Tổng cộng sự nghiệp  | Tổng cộng sự nghiệp | Tổng cộng sự nghiệp         | 0        | 0        | 0      | 0      | 3       | 0       | 6    | 0    | 9         | 0         |

1. 1 2 3  Ra sân tại EFL Trophy